# هارييت هارتلي
هارييت هارتلي، وتُدعى أيضًا آني هارتلي، (تشورلتون كوم هاردي، إنجلترا، 1876) كانت، بجانب سارة ويتلي، جوزيف ويتلي، وأدولف لي برنس، مشاركة في فيلم "مشهد حديقة راوندهاي" للويس لي برنس، وهو أقدم فيلم ما زال موجودًا. بذلك، تُعتبر واحدة من أوائل الممثلات في تاريخ السينما. تم تصوير الفيلم في عقار يقع في راونداي، ليدز، ويست يوركشاير، إنجلترا، في 14 أكتوبر 1888.
توفيت في 13 ديسمبر 1912 في مانشستر، ودُفنت في المقبرة الجنوبية بجانب والدتها إليزابيث هارتلي وجدها من جهة الأم جيسي برادشو.
في المراسلات بين إليزابيث ويتلي (ليزي لي برنس)، زوجة لويس لي برنس، وفي السير الذاتية لليزي وابنها أدولف، كانوا دائمًا يشيرون إلى هارييت باسم آني. كانت توقع رسائلها باسم آني. في وقت لاحق جدًا، قدّم أحدهم اسمها كهارييت. إي. كيلبورن سكوت، الذي وثق عمل لويس لي برنس في عمل موجود الآن في المكتبة المركزية في ليدز، أشار إليها أيضًا بهذا الاسم.

## الفيلموغرافيا
- مشهد حديقة راونداي ... بدور نفسها

## الروابط الخارجية
- هارييت هارتلي على موقع IMDb (الإنجليزية)
- هارييت هارتلي على موقع قاعدة بيانات الفيلم (الإنجليزية)